# Giant Pro XC Team
Het Giant Pro XC Team was een professionele Nederlandse mountainbikeploeg, die bestaan heeft tot 1 januari 2015. Het was de Europese tegenhanger van het Amerikaanse Giant Factory Off-Road Team. Het is de opvolger van het Rabobank-Giant Offroad Team, dat heeft bestaan van 2010 tot 2013. Als zodanig komt zij voort uit het Rabobank Continental Team, doch staat er, gelijk ook het Pro-Team van Rabobank, geheel los van. Naast Rabobank (als hoofdsponsor) was ook Giant sponsor.
Het team stond onder leiding van Jan ten Tusscher. Als ploegleider voor de mountainbikers werd Leo van Zeeland aangesteld, en voor de veldrijders Richard Groenendaal. In 2011 werd Maarten Nijland als assisent van Leo van Zeeland aangesteld.

## Overwinningen

### 2011
| BK U23 Joeri Adams NK U23 Lars van der Haar Zweedse Veldritcompetitie Emil Lindgren Hoogerheide U23 Lars van der Haar WK U23 Lars van der Haar Cauber Cross U23 Lars van der Haar Eindklassement GVA Trofee U23 Lars van der Haar Oostmalle U23 Lars van der Haar Amathus Henk Jaap Moorlag Sunshine cup 1e etappe: Henk Jaap Moorlag Britse MTB Series Emil Lindgren | Honselersdijk U23 Michiel van der Heijden Houffalize U23 Michiel van der Heijden Arend Benthem Cup Henk Jaap Moorlag Havelte Henk Jaap Moorlag Stappenbelt Rabobank MTB Trophy Henk Jaap Moorlag Grand Prix d’Europe Henk Jaap Moorlag Drammen XC Emil Lindgren EKZ Race Fabian Giger Svelvik XC Emil lindgren Nissim Yabo Bike Trophy Emil Lindgren US Marathon National Champion Adam Craig | US Super-D National Champion Adam Craig Zweeds Kampioenschap MTB Emil Lindgren NK MTB U23 Michiel Vander Heijden |

### 2010
| Veldrit Sint-Michielsgestel Bart Aernouts Centrumcross Gerben de Knegt Matathon Gran Canaria U23 Henk Jaap Moorlag Paasbike Nieuwkuik U23 Henk Jaap Moorlag Jelenia Gora MTB Cup Fabian Giger Gooik U23 Marco Minnaard Goosens Merida MTB Holten Bart Aernouts Tour VTT 4e etappe Gerben de Knegt 5e etappe Bart Aernouts Holland MTB Cup Oosterbeek U23 Erik Groen Holland MTB Cup Oosterbeek Jelmer Jubbega WORS Subaru Cup Adam Craig | MTB Steenwijk U23 Erik Groen UCI Haifa Fabian Giger NK U23 Jelmer Jubbega Svelvik XC Emil Lindgren EKZ-Cup Fabian Giger Shimanoliga Skov Emil Lindgren Beringen U23 Henk Jaap Moorlag Beringen Emil Lindgren Roc D'azur U23 Henk Jaap Moorlag Zweedse Veldrit Competitie Emil Lindgren Zonhoven U23 Lars van der Haar | Koppenbergcross U23 Joeri Adams cross Borås Emil Lindgren Cyclocross LA Adam Craig cross Gothenburg Emil Lindgren EK Veldrijden Lars van der Haar Zweedse kampioenschappen veldrijden Emil Lindgren Gieten U23 Lars van der Haar Fae di Oderzo Bart Aernouts Essen Lars van der Haar Kristianstad Emil Lindgren Diegem U23 Lars van der Haar |

## Renners

### 2014
| Naam                    | Geboortedatum | Nationaliteit | Ploeg 2013 |
| ----------------------- | ------------- | ------------- | ---------- |
| Maja Włoszczowska       | 09-11-1983    | Polen         |            |
| Emil Lindgren           | 05-04-1985    | Zweden        |            |
| Fabian Giger            | 19-07-1987    | Zwitserland   |            |
| Henk Jaap Moorlag       | 08-05-1990    | Nederland     |            |
| Jolanda Neff            | 05-01-1993    | Zwitserland   | Neo        |
| Michiel van der Heijden | 03-01-1992    | Nederland     |            |
| Pauline Ferrand-Prévot  | 10-02-1992    | Frankrijk     |            |
| Marianne Vos            | 13-05-1987    | Nederland     |            |

### 2013
| Naam                    | Geboortedatum | Nationaliteit | Ploeg 2012 |
| ----------------------- | ------------- | ------------- | ---------- |
| Maja Włoszczowska       | 09-11-1983    | Polen         | CCC Polsat |
| Emil Lindgren           | 05-04-1985    | Zweden        |            |
| Fabian Giger            | 19-07-1987    | Zwitserland   |            |
| Henk Jaap Moorlag       | 08-05-1990    | Nederland     |            |
| Jolanda Neff            | 05-01-1993    | Zwitserland   | Neo        |
| Michiel van der Heijden | 03-01-1992    | Nederland     |            |
| Pauline Ferrand-Prévot  | 10-02-1992    | Frankrijk     |            |
| Marianne Vos            | 13-05-1987    | Nederland     |            |

### 2012[2]
| Naam                    | Land             | Geboortedatum |
| ----------------------- | ---------------- | ------------- |
| Gert-Jan Bosman         | Nederland        | 16-08-1992    |
| Adam Craig              | Verenigde Staten | 15-08-1981    |
| Emiel Dolfsma           | Nederland        | 11-07-1992    |
| Fabian Giger            | Zwitserland      | 19-07-1987    |
| Stan Godrie             | Nederland        | 09-01-1993    |
| Lars van der Haar       | Nederland        | 23-07-1991    |
| Michiel van der Heijden | Nederland        | 03-01-1992    |
| Emil Lindgren           | Zweden           | 05-04-1985    |
| Henk Jaap Moorlag       | Nederland        | 05-08-1990    |
| Mike Teunissen          | Nederland        | 25-08-1992    |
| Niels Wubben            | Nederland        | 20-02-1988    |

### 2011
| Naam                    | Geboortedatum | Nationaliteit    | Vorige ploeg       |
| ----------------------- | ------------- | ---------------- | ------------------ |
| Joeri Adams             | 15-10-1989    | België           | Offroad Team 2010  |
| Bart Aernouts           | 23-06-1982    | België           | Offroad Team 2010  |
| Gert-Jan Bosman         | 16-08-1992    | Nederland        | Offroad Team 2010  |
| Adam Craig              | 15-08-1981    | Verenigde Staten | Offroad Team 2010  |
| Emiel Dolfsma           | 11-07-1992    | Nederland        | Offroad Team 2010  |
| Fabian Giger            | 18-07-1987    | Zwitserland      | Offroad Team 2010  |
| Lars van der Haar       | 23-07-1991    | Nederland        | Offroad Team 2010  |
| Michiel van der Heijden | 03-01-1992    | Nederland        | Offroad Team 2010  |
| Jelmer Jubbega          | 07-04-1988    | Nederland        | Offroad Team 2010  |
| Gerben de Knegt         | 11-12-1975    | Nederland        | Offroad Team 2010  |
| Tim Lemmers             | 06-02-1989    | Nederland        | Offroad Team 2010  |
| Emil Lindgren           | 05-04-1985    | Zweden           | Offroad Team 2010  |
| Marco Minnaard          | 04-11-1989    | Nederland        | Offroad Team 2010  |
| Henk Jaap Moorlag       | 05-08-1990    | Nederland        | Offroad Team 2010  |
| Mike Teunissen          | 25-08-1992    | Nederland        | Offroad Team 2010  |
| Niels Wubben            | 20-02-1988    | Nederland        | Team Merida Combee |

### 2010
| Naam                    | Geboortedatum | Nationaliteit    |
| ----------------------- | ------------- | ---------------- |
| Bart Aernouts           | 23-06-1982    | België           |
| Joeri Adams             | 15-10-1989    | België           |
| Gert-Jan Bosman         | 16-08-1992    | Nederland        |
| Adam Craig              | 15-08-1981    | Verenigde Staten |
| Emiel Dolfsma           | 11-07-1992    | Nederland        |
| Fabian Giger            | 18-07-1987    | Zwitserland      |
| Erik Groen              | 08-01-1990    | Nederland        |
| Lars van der Haar       | 23-07-1991    | Nederland        |
| Michiel van der Heijden | 03-01-1992    | Nederland        |
| Jelmer Jubbega          | 07-04-1988    | Nederland        |
| Gerben de Knegt         | 11-12-1975    | Nederland        |
| Tim Lemmers             | 06-02-1989    | Nederland        |
| Emil Lindgren           | 05-04-1985    | Zweden           |
| Marco Minnaard          | 04-11-1989    | Nederland        |
| Henk Jaap Moorlag       | 05-08-1990    | Nederland        |
| Mike Teunissen          | 25-08-1992    | Nederland        |